# Klipphausen
Klipphausen est une commune de Saxe (Allemagne) située dans l'arrondissement de Meissen (district de Dresde).

## Personnalités liées à la ville
- Johann Gottfried Koehler (1745-1801), astronome né à Gauernitz.
- Henri VII Reuss de Köstritz (1825-1906), diplomate né à Klipphausen.
- Henri XIII Reuss de Köstritz (1830-1897), général né à Klipphausen.
- Wulf Kirsten (1934-), poète né à Klipphausen.
- Dietmar Huhn (1944-), acteur né à Tanneberg.